# Saint-Paul-de-Loubressac
Saint-Paul-de-Loubressac är en kommun i departementet Lot i regionen Occitanien i södra Frankrike. Kommunen ligger i kantonen Castelnau-Montratier som tillhör arrondissementet Cahors. År 2018 hade Saint-Paul-de-Loubressac 591 invånare.

## Befolkningsutveckling
Antalet invånare i kommunen Saint-Paul-de-Loubressac
| Referens: INSEE |